# شاخص مروال

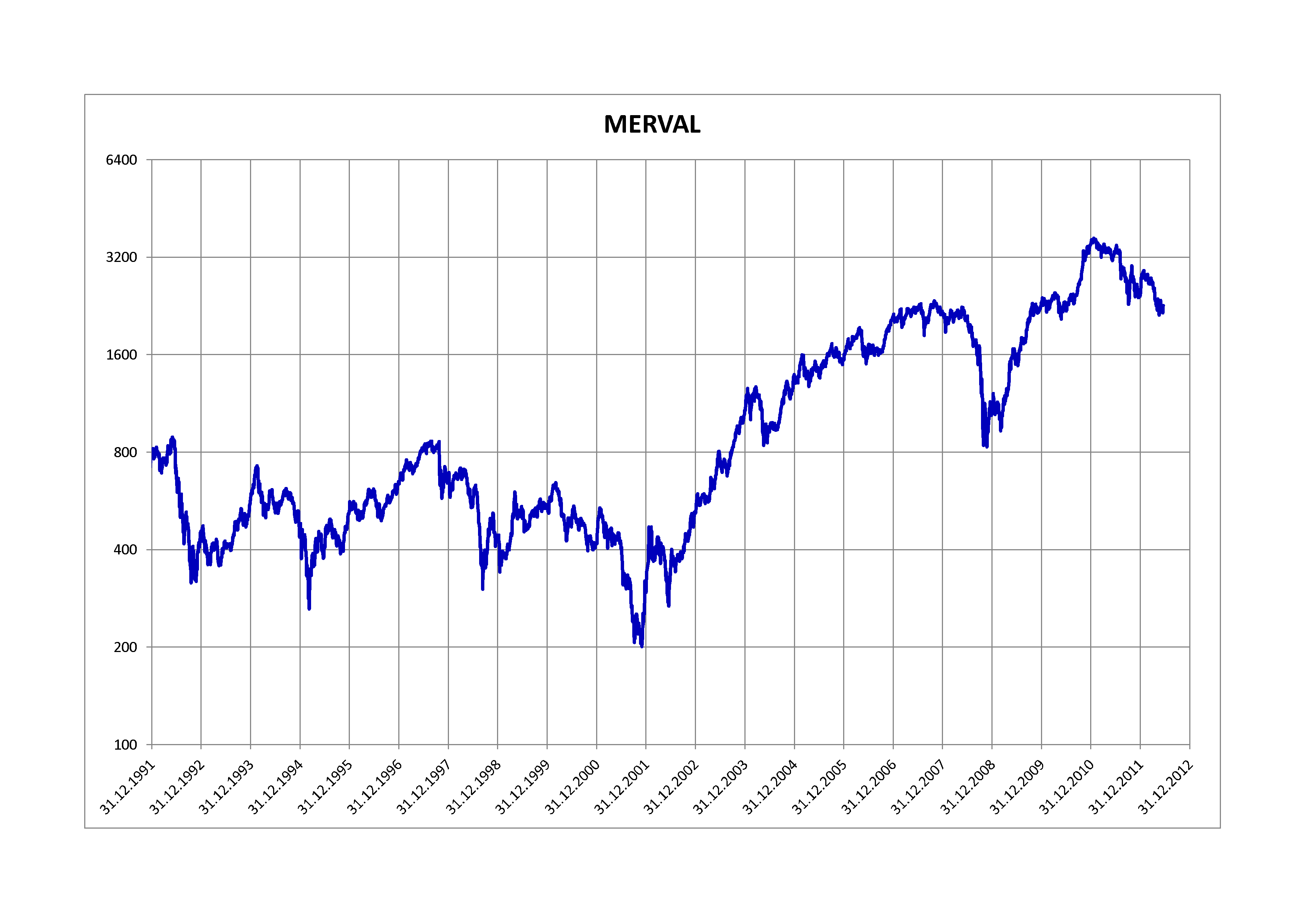
نمودار شاخص مروال

شاخص مروال (انگلیسی: MERVAL) شاخص بازار بورس بوینس آیرس است، که در سال ۱۹۸۶ راه‌اندازی شد و هم‌اکنون از ۲۵ شرکت تشکیل می‌شود.